# Loch Eigheach
Loch Eigheach är en sjö i Storbritannien.   Den ligger i kommunen Perth and Kinross och riksdelen Skottland, i den nordvästra delen av landet, 600 km nordväst om huvudstaden London. Loch Eigheach ligger 273 meter över havet.I omgivningarna runt Loch Eigheach växer i huvudsak blandskog.